# Ray Dragon
Raymond Dragon (Detroit, 20 giugno 1962) è un attore pornografico, stilista e fotografo statunitense.

## Biografia
Nato a Detroit, si laurea presso la Michigan State University in ingegneria informatica e nelle arti dello spettacolo. Con un passato da ginnasta, è anche un appassionato di danza, passione che lo porta ad esibirsi come ballerino sui palcoscenici teatrali e in alcuni film. Si è esibito al Metropolitan Opera in una rappresentazione del Benvenuto Cellini ed è apparso nel film di Todd Haynes Poison.
Il suo debutto nell'intrattenimento a luci rosse avviene nel 1990, quando il fidanzato dell'epoca invia alcune sue foto ai Colt Studios. Viene notato da Jim French, fotografo e fondatore della società, che lo fa diventare nel giro di breve tempo uno degli uomini immagine della Colt. Appare su numerose pubblicazioni della Colt, che comprendono immagini di nudo frontale e filmati con scene da solista. Però verso la metà degli anni novanta lascia l'industria pornografica per concentrarsi sull'attività di stilista.

### Stilista
Fonda un omonimo marchio, con soli 1.500 dollari, trovando inizialmente un mercato di nicchia presso la comunità gay. Successivamente crea diverse collezioni prevalentemente sportive, considerate omoerotiche per il suo modo di accentuare il corpo maschile. Il suo marchio diviene noto a livello internazionale per aver introdotto nel settore della moda maschile i tessuti stretch. La linea diviene un successo che ha fatto nascere negozi a Manhattan, Los Angeles, Fire Island e Parigi.
Guadagna popolarità e suoi lavori appaiono su riviste come Vanity Fair, Cosmopolitan, Rolling Stone, The Advocate e molte altre, tra cui riviste di fitness e per cura del corpo. Tra i suoi lavori più noti vi è la linea di costumi da bagno Swimsuit Collection.
Le creazioni di Dragon sono state utilizzate a Broadway nei musical Rent e Chicago, inoltre ha fornito i costumi per diverse compagnie di balletto e per pattinatori su ghiaccio. Come fotografo ha realizzato il libro fotografico di 80 pagine Real Men, in cui sono raccolti i suoi scatti di uomini nudi o seminudi.

### Ritorno alla pornografia
Dopo oltre dieci anni di lavoro come stilista, nel 2001 torna a lavorare nella pornografia gay, con il film della Titan Media Gorge. Questo è da considerarsi come un debutto nella pornografia, visto che per la prima volta si cimenta con veri e propri rapporti sessuali sullo schermo. Negli anni seguenti partecipa a diversi film hard, principalmente come attivo, con l'immagine di daddy villoso e barbuto.
Ha fondato una propria casa di produzione, chiamata Dragon Media, i cui lavori sono stati spesso candidati ai GayVN Awards. Dragon lavora anche come regista, produttore, montatore e cameraman, ha lavorato per la Lucas Entertainment, come secondo cameraman di Dangerous Liaisons di Michael Lucas.
Nel 2007 viene introdotto nella Hall of Fame, per il suo contributo al settore della pornografia gay.

## Premi
- Grabby Award 2003 - Hottest Cumshot per Reload
- GayVN Award Hall of Fame nel 2007

## Videografia

### Porno attore
- Gorge (2002)
- www.raydragon.com Presents... (2002)
- Working Men (2003)
- Reload (2003)
- Porn Star Training (2003)
- Woodsmen (2003)
- Whiplash (2004)
- Fresh Hot Pizza Boy (2004)
- Couples II: More Colt Men on the Make (2004)
- 110° in Tucson (2005)
- Big Blue in the Boiler Room (2005)
- Hell Room (2005)
- Lifeguard! The Men Of Deep Water Beach (2006)
- Deep Water Beach Patrol (2006)

### Direttore della fotografia
- Auditions: Volume 4 (2005)
- Hell Room (2005)
- Joe Gage Sex Files Vol. 4: Blue Collar Beer Blast (2004)
- Prowl 4: Back with a Vengeance (2005)
- Prowl 5: As Rough as It Gets (2005)
- Tough Guys: Gettin' Off (2005)

### Regista
- www.raydragon.com Presents... (2002)
- Working Men (2003)
- Porn Star Training (2003)
- Whiplash (2004)
- Fresh Hot Pizza Boy (2004)
- Big Blue in the Boiler Room (2005)
- Bootcamp: Manplay 24 (2006)
- Man-sized: Manplay 25 (2006)
- Nailed: Manplay 26 (2006)

### Produttore
- Big Blue in the Boiler Room (2005)
- Porn Star Training (2003)
- Whiplash (2004)
- Working Men (2003)
- www.raydragon.com Presents... (2002)

### Montatore
- Michael Lucas' Auditions Vol. 6 (2005)
- Michael Lucas' Auditions Vol. 14 (2006)
- Truck Stop on I-95 (2004)

## Pubblicazioni
- Ray Dragon, Real Men, Bruno Gmunder Verlag Gmbh, 2006,  p. 80, ISBN 3-86187-991-3.